# Pauleta Pàmies
Paula Catalina Carmen Pàmies Serra, más conocida como Pauleta Pàmies (Barcelona, 10 de abril de 1851-31 de marzo de 1937) fue una bailarina española, intérprete de danza clásica y de danza española, una de las más famosas bailarinas entre los años 1870-1890.

## Biografía
Estudió con Ricardo Moragas y debutó en 1864, con catorce años. Poco después ingresó en el cuerpo de ballet del Gran Teatro del Liceo de Barcelona. Entre 1871 y 1873 fue primera bailarina del Teatro Principal de Barcelona. En la temporada 1880-1881 fue nombrada también primera bailarina del Liceo. También actuó en el Teatro Tívoli.
Tras su retirada como bailarina se dedicó a la enseñanza, siendo maestra de baile del Liceo, donde formó a una nueva generación de bailarinas. También creó una escuela privada en la ronda de San Pablo de Barcelona. Fueron alumnas suyas, entre otras, María de Ávila y Trini Borrull, primeras bailarinas en los años 1940. En 1914, con la celebración del cincuentenario de su debut en el Liceo, se le hizo un homenaje, en el que se le entregó una corona de oro y plata.
Como coreógrafa, planificó numerosas coreografías en el Liceo, debutando en esta labor en 1917 con El corregidor y la molinera, de Manuel de Falla. Una de sus mejores coreografías fue Le nozze di Figaro de Mozart, dirigida por Eugène Szenkar en 1935. También realizó coreografías para películas, como El sino manda de Fructuós Gelabert (1917) y La viola d'or de Apeles Mestres (1914).
Su hijo Enric Lafuente i Pàmies (1873-1956) fue catedrático de declamación en el Liceo.